# Thomas Wilson Brown
Thomas Wilson Brown est un acteur américain né le 27 décembre 1972 à Lusk, Wyoming (États-Unis).

## Biographie
Fils d'un éleveur de bétail et d'une reine de rodéo, Brown a son premier rôle en répondant à une petite annonce du journal local Santa Fe, Nouveau-Mexique, qui cherchait un jeune garçon sachant monter à cheval.

## Filmographie
- 1985 : Silverado de Lawrence Kasdan : Augie Hollis
- 1986 : Louis L'Amour's Down the Long Hills (it) (TV) : Hardy Collins
- 1987 : Family Sins (TV) : Bryan
- 1986 : Our House (série TV) : Mark (1987)
- 1988 : Danger en eaux troubles (Evil in Clear River) (TV) : Mark McKinnon
- 1989 : Chérie, j'ai rétréci les gosses (Honey, I Shrunk the Kids) : Russell 'Russ' Thompson, Jr. (Little Russell Thompson)
- 1989 : Welcome Home : Tyler
- 1990 : Welcome Home, Roxy Carmichael de Jim Abrahams : Gerald Howells
- 1990 : Côte Ouest ("Knots Landing") (série TV) : Jason Lochner (1990-1991)
- 1992 : La Nuit du défi (Diggstown) : Robby Gillon
- 1992 : Revenge on the Highway (TV) : Paul Sams
- 1993 : Beverly Hills 90210, saison 3 - épisode 17 (TV) : Joe Wardlow
- 1995 : Wild Bill de Walter Hill : Drover
- 1997 : Skeletons : Chris Makon
- 2001 : Pearl Harbor de Michael Bay : Young Flier
- 2001 : P.O.V - Point of View de Tómas Gislason : Walther
- 2002 : Flophouse de Chris Claridge : Ray
- 2007 : Urban Justice de Don E. FauntLeRoy : Marcos